# Widerstehe doch der Sünde
Widerstehe doch der Sünde (Résiste donc au péché) (BWV 54) est une cantate religieuse de Johann Sebastian Bach composée à Weimar en 1714.

## Histoire et livret
On ne sait pas avec certitude quand et en vue de quelle célébration dominicale cette cantate a été écrite. Il est sûr cependant qu'il s'agit d'une cantate de jeunesse que Bach composa durant son séjour à Weimar. Le texte de la cantate est de Georg Christian Lehms, bibliothécaire à la cour, et destiné à l'Oculi, troisième dimanche de Carême. Selon certains (par exemple Christoph Wolff), la cantate date de 1713 ou 1714 et la première aurait été exécutée le dimanche 24 mars 1715. D'autres pensent que Bach n'écrivit pas cette cantate spécifiquement pour ce dimanche Oculi, parce qu'il existe déjà une cantate de 1715 pour cette occasion, la BWV 80a, Alles, was von Gott geboren. Il est également possible que la cantate ait été écrite pour le septième dimanche après la Trinité de 1714 soit le 15 juillet. Pour cette destination liturgique, trois autres cantates ont franchi le seuil de la postérité : les BWV 107, 186 et 187. 
Si la cantate a effectivement été écrite pour le dimanche Oculi, il s'agit d'une des rares cantates de Bach pour un dimanche de Carême : Il était habituel à son époque de ne pas composer de cantate à cette occasion compte tenu du caractère sombre du Carême. Mais comme Bach, dans la deuxième partie de son séjour à Weimar, était contractuellement engagé à écrire une cantate pour chaque mois, il n'est pas illogique que Bach ait composé une cantate pour l'Oculi (comme la BWV 80a).

## Texte
Le texte de la cantate est extrait des Gottgefälliges Kirchen-Opffer (1711) de Lehmen. On a longtemps pensé que la cantate était perdue, notamment parce qu'elle ne dispose que de trois parties. Mais lorsque le texte original de Lehmen a été trouvé, il apparut que la cantate était bien complète.
1. aria (alto) : « Widerstehe doch der Sünde », une aria da capo en mi bémol majeur, le plus long mouvement d'environ sept minutes. Au lieu d'établir immédiatement la tonalité en commençant par un accord de tonique simple, la musique commence avec une dissonance audacieuse : une septième de dominante (voir accords) superposée à la tonique.
2. récitatif (alto) : « Die Art verruchter Sünden », un récitatif accompagné du continuo, qui glisse du do mineur au la bémol majeur.
3. aria (alto, ténor) : « Wer Sünde tut, der ist vom Teufel », une autre aria da capo en mi bémol majeur. Il s'agit d'une fugue.

## Structure et instrumentation
La cantate est une des quatre écrites pour un soliste alto (les autres, écrites en 1726, étant Geist und Seele wird verwirret, BWV 35, Vergnügte Ruh, beliebte Seelenlust, BWV 170 et Gott soll allein mein Herze haben, BWV 169, deux d'entre elles aussi d'après des textes de Lehm).
Le chant est interprété par l'alto. L'orchestre se compose de deux violons, deux altos et basse continue.
Cette cantate est partiellement comparable aux cantates ultérieures de Bach à Leipzig, tant pour ce qui concerne la durée inhabituellement brève (12 minutes) que pour la composition. La forme de la cantate (aria - récitatif - aria, sans choral) n'est pas sans rappeler le genre de l'opéra. Le thème de la cantate est celui de la lutte entre la tentation et la résistance au péché. Ce qui est apparent dans le texte et la musique se reflète également dans la symbolique entre la trinité (symbole de perfection, cf. la Sainte Trinité) et la dualité (symbole d'imperfection).
La première aria, Widerstehe doch der Sünde se rapporte au mal dont souffrent les hommes quand ils ne sont pas en mesure de résister au péché. La tension entre la tentation et la résistance au péché s'exprime en longues dissonances musicales entre la basse et les cordes. Bach réutilisera cette aria pour l'aria no 19 de la Passion selon saint Marc (Falsche Welt, dein schmeichelnd Küssen). Le récitatif qui suit évoque le sort des pécheurs. Le chant est accompagné seulement de basse continue. L'aria finale est remarquable par le spectaculaire effondrement des quatre notes thématiques (deux secondes) qui symbolise la chute. L'aria est connue comme étant la première fugue pour aria composée par Bach. Le thème est d'abord joué par les deux altos, puis repris par deux violons, la basse continue et enfin l'alto solo.